# Red de mentiras
Red de mentiras (título original Body of Lies) es una película estadounidense de espionaje del año 2008 basada en la novela homónima de David Ignatius sobre un operativo de la CIA que va a Jordania siguiendo a un terrorista de alto rango. Dirigida por Ridley Scott sobre un guion de William Monahan, es protagonizada por Leonardo DiCaprio, Russell Crowe y Mark Strong en los papeles principales. La producción tuvo lugar en Washington D. C. y Marruecos. Red de mentiras fue estrenada en los Estados Unidos el 10 de octubre de 2008.

## Argumento
Roger Ferris (Leonardo DiCaprio) es un oficial de casos de la CIA en Irak, siguiendo a un terrorista llamado Al-Saleem (Alon Abutbul). Conoce a Nizar, un miembro de la organización terrorista, quien está dispuesto a ofrecer información a cambio de asilo en Estados Unidos.
A pesar de las objeciones de su jefe, Ed Hoffman (Russell Crowe), Ferris está de acuerdo en proteger a Nizar. Usan a Nizar como un peón para sacar a la luz al resto de su célula; cuando capturan a Nizar, Ferris se ve obligado a dispararle para evitar que exponga la identidad de Ferris y de su socio Bassam (Oscar Isaac). Sin embargo, furioso por la negativa de Hoffman a actuar sobre la información que Nizar proporcionó, Ferris y Bassam buscan la casa segura en Balaq, Irak, de la que Nizar les había hablado. 
Allí, Ferris observa a los hombres quemando documentos e intenta entrar mediante engaños, pero queda descubierto. En el posterior tiroteo y persecución, el vehículo de Ferris y Bassam es alcanzado por una RPG. Un helicóptero rescata a Ferris y algunos discos, pero Bassam es asesinado en la explosión.
Mientras tanto, terroristas desconocidos en el Reino Unido, que planean continuar las explosiones de autobús en Sheffield con más ataques en Mánchester, se vuelan a ellos mismos cuando la policía llega a su casa. Recuperado de sus heridas, Ferris es asignado a Jordania para continuar la búsqueda de Al-Saleem. Allí, Ferris conoce y negocia una colaboración con Hani Salaam (Mark Strong), jefe de la Da'irat al-Mukhabarat al-Amma (Dirección General de Información de Jordania).
Con la inteligencia obtenida en la casa segura de Balaq, Hoffman encuentra una casa segura de Al-Saleem en Jordania, y ordena a Ferris que la vigile. Simultáneamente, Hoffman organiza, sin saberlo Ferris, una «operación paralela» a través de una agencia local. El subordinado de la CIA de Ferris, Skip (Vince Colosimo) identifica a un recurso local llamado Ziyad Abishi.
Abishi pone en descubierto su tapadera con un terrorista de la casa segura. El terrorista huye para informar a sus colegas de que han sido descubiertos, y Ferris lo persigue y lo mata de manera que parezca un robo al azar. Salaam (a través de «canales traseros») corrobora esta interpretación del asesinato con lo que quedan en la casa de seguridad.
Ferris acusa a Hoffman de ejecutar «operaciones aparte» que interfieren y (al menos) socavan la integridad operacional de la operación primaria y le dice a Hoffman que deje de hacerlo. Cuando va al hospital para que lo vacunen contra la rabia por mordeduras sufridas durante la persecución y la eliminación del terrorista, Ferris conoce a una enfermera llamada Aisha (Golshifteh Farahani), y comienza a desarrollar sentimientos románticos por ella. En Europa, los terroristas siguen poniendo bombas, en un mercado de flores de Ámsterdam y matan al menos a 75 personas.
Habiendo reconocido a uno de los hombres que viven en la casa de seguridad como un antiguo criminal de poca monta llamado Mustaffa Karami (Kais Nashef), Salaam lleva a Karami al desierto y le coaccione para que trabaje para la inteligencia jordana, amenazándolo con delatarlo como colaborador si se niega. Hoffman le pide a Salaam que use Karami, pero se niega, creyendo que tendrán mayores réditos después. Sin que lo sepan Ferris y Salaam, Hoffman le dice a Skip que siga a Karami y lo secuestre para él. 
Karami se escapa y notifica a los terroristas en la casa segura que está siendo vigilada, y la abandonan. Atrapan al compañero de Ferris. Salaam acusa a Ferris de haber tenido conocimiento de los planes sobre Karami, achaca a la duplicidad de Ferris pérdida de la casa segura y obliga a Ferris a irse de Jordania.
Ferris regresa con Hoffman en Washington, e idean un nuevo plan para encontrar a Al-Saleem. Sospechando que está más motivado por el orgullo que por la ideología, organizan un falso ataque terrorista y hacen que parezca que Omar Sadiki (Ali Suliman), un inocente arquitecto jordano, fue su instigador, esperando que Al-Saleem salga de su escondite e intente contactar con él. Al-Saleem ve cobertura televisiva del ataque y muerde el cebo.
Salaam invita a Ferris a que vuelva a Jordania y comparte sus sospechas de que Omar Sadiki es un terrorista, pero Ferris no saber nada. Ferris más tarde intenta salvar a Sadiki de ser secuestrado por los secuaces de Al-Saleem pero fracasa y ve cómo su compañero casi muere en el posterior accidente de tráfico. Bajo interrogatorio, Sadiki niega cualquier conocimiento del ataque, aunque más tarde se le encuentra golpeado y muerto.
Ferris vuelve a su apartamento y descubre que han secuestrado a Aisha. Desesperadamente le pide ayuda a Salaam, admitiendo que fabricó la célula terrorista de Omar Sadiki y el ataque. Salaam se niega a ayudar porque Ferris le había mentido antes.
Ferris ofrece a los secuestradores cambiarse por Aisha, y lo llevan a mitad del desierto, con Hoffman observando todo a través de un dron de vigilancia. Un grupo de todoterrenos rodean a Ferris y crean una nube de polvo oscuro antes de recogerlo. La nube de polvo bloquea la vista de Hoffman, de modo que no puede determinar en cuál de los vehículos, que parten en diferentes direcciones, se llevan a Ferris. 
Llevan a Ferris a través de la frontera a Siria, donde Al-Saleem lo interroga. Cuando Ferris le pregunta a Al-Saleem por Aisha, le dicen que alguien le ha mentido y le ha traicionado.
Ferris, al ver a Karami, dice a Al-Saleem que hay  en su organización un infiltrado que trabaja para Ferris, y que, por asociación, Al-Saleem trabaja para Ferris. Tras soltar una buena carcajada, Al-Saleem, que no lo cree, lo tortura, enciende una cámara de video y ordena su ejecución. 
Salaam y sus agentes llegan en el último momento, salvándole la vida a Ferris. Se ve cómo arrestan a Al-Saleem en su propio todoterreno por Marwan Se-Kia, oficial de seguridad de Salaam.
Salaam visita a Ferris en el hospital, y admite que fingió el secuestro de Aisha y organizó la captura de Ferris por Al-Saleem usando a Karami como un intermediario. Habiendo perdido el deseo de luchar en esta «guerra» tan particular, Ferris desaparece del radar y se marcha a ver a Aisha de nuevo.

## Reparto
- Leonardo DiCaprio como Roger Ferris.
- Russell Crowe como Ed Hoffman.
- Mark Strong como Hani.
- Golshifteh Farahani como Aisha.
- Oscar Isaac como Bassam.
- Ali Suliman como Omar Sadiki.
- Alon Aboutboul como Al-Saleem.
- Vince Colosimo como Skip.
- Simon McBurney como Garland.
- Mehdi Nebbou como Nizar.
- Michael Gasto como Holiday.
- Kais Nashef como Mustafa Karimi.